# Klusk
Klusk – wieś na Ukrainie, w obwodzie wołyńskim, w rejonie kowelskim. W 2001 roku liczyła 263 mieszkańców.
Do 2020 w rejonie turzyskim.

## Urodzeni
- Wołodymyr Marczuk (ur. 1953) – ukraiński malarz.